# Успенский, Виктор Матвеевич
Виктор Матвеевич Успенский (1845—?) — русский дипломат.

## Биография
Студент в русской миссии в Пекине (1872—1873). Секретарь консульства в Тяньцзине (1874—1875). Секретарь консульства в Урге (1879—1884). Консул в Кульдже (1885—1896). Генеральный консул в Урумчи (1897—1901).
Отец математика Я. В. Успенского.
Книжная коллекция В. М. Успенского в 466 томов была передана в дар научной библиотеке Санкт-Петербургского университета его сыном Я. В. Успенским.

## Сочинения
- Страна Кукэ-Нор, или Цин-Хай, с прибавлением краткой истории ойратов и монголов, по изгнании последних из Китая, в связи с историей Кукэ-Нора : (Преимущ. по кит. источникам). Санкт-Петербург : тип. В. Безобразова и К°, 1880.
- От Суйдина до Урумци : Отрывки из писем рус. ген. консула в Урумци, В. М. Успенского. [Санкт-Петербург] : тип. В. Безобразова и К°.
- Краткая записка о возникшем в год Ген-цзы (1900 г.) бедствии : (О беспорядках в Китае) / Соч. «Ленивого отшельника пустынного острова»; Пер. с китайск. росс. геннерального консула в Урумчи д.с.с. Успенского.